# Elin Hägg

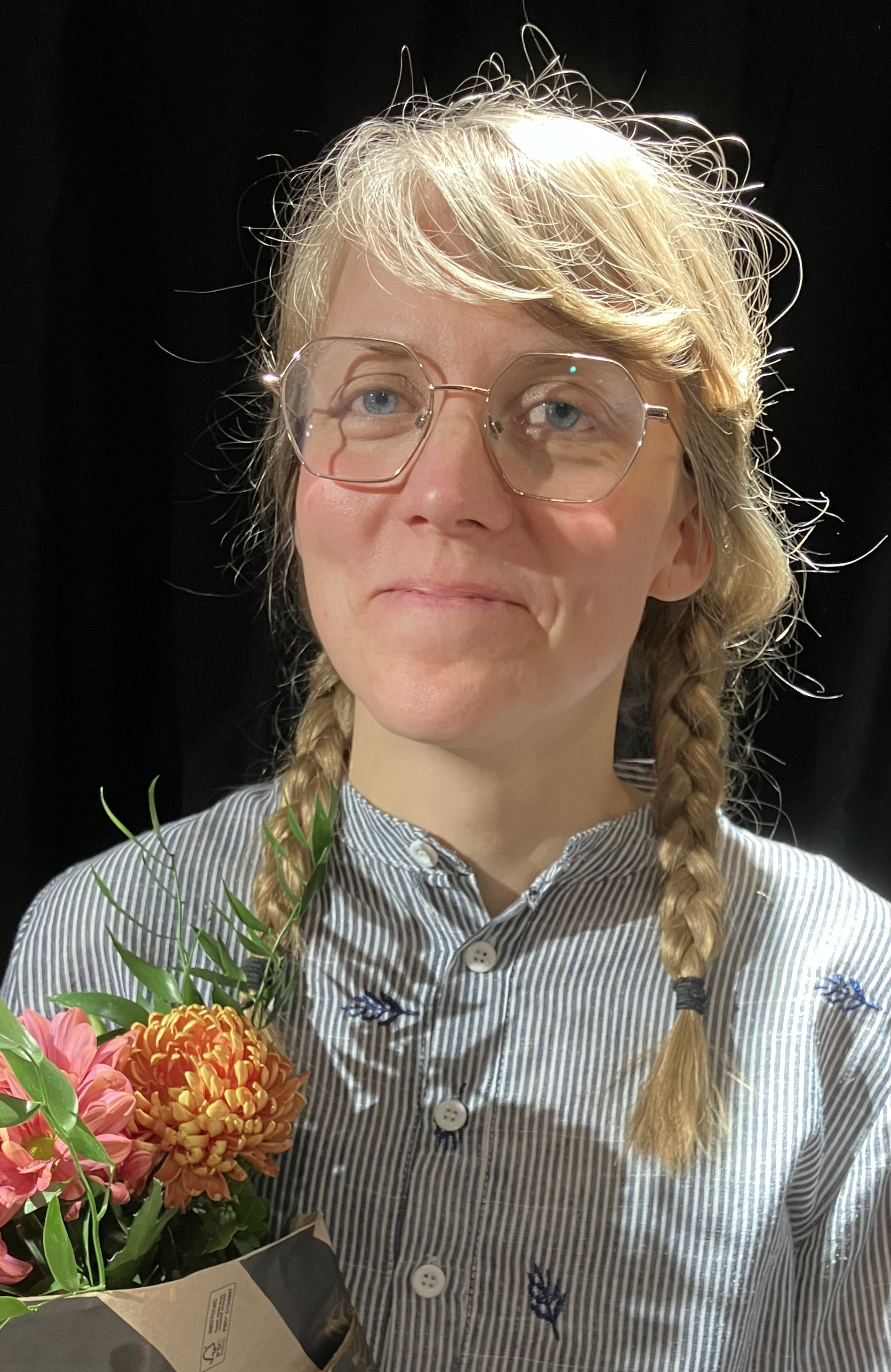
Elin Hägg mottog Carl von Linné-plaketten november 2024

Elin Hägg, född 1988, är en svensk författare och illustratör. Hon har främst gjort böcker för barn och unga. Hennes bok Sex: en historisk resa tilldelades Carl von Linné-plaketten för 2023 års bästa fackbok för barn och unga.
Elin Hägg har en masterexamen i etnologi och hennes första egna bok var  Dömda kvinnor - förbryterskor i Sveriges historia som kom ut 2020. I boken skildras kvinnor som dömts för olika brott, från olika samhällsklasser, olika delar av Sverige och från medeltiden fram till idag. Även i många andra böcker använder Elin Hägg sitt intresse för historia och människors levnadsvillkor förr i tiden. En serie fristående böcker (Den stora bankbluffen, Den mystiska hovstriden och Den rysliga häxjakten) är dramatiserade beskrivningar av autentiska historiska brott.